# Dobong-dong
Dobong-dong là dong, phường của Dobong-gu ở Seoul, Hàn Quốc.

## Liên kết
- Bản đồ Dobong-gu[liên kết hỏng]